# ستيفن هيلي
ستيفن هيلي (بالإنجليزية: Stephen Healey)‏ هو لاعب كرة قدم بريطاني، ولد في 19 سبتمبر 1982 في كارديف في المملكة المتحدة، وتوفي في 26 مايو 2012 في Grishk District ‏ في أفغانستان. لعب مع سوانزي سيتي ونادي باري تاون يونايتد ونادي سانت إيلي تاون.

## وصلات خارجية
- ستيفن هيلي على موقع قاعدة بيانات كرة القدم.إي يو (الإنجليزية)
- ستيفن هيلي على موقع Soccerbase.com (لاعب) (الإنجليزية)